# 이준 (야구 선수)
이준(1977년 7월 17일 ~ )은 전 KBO 리그 삼성 라이온즈의 투수이다. MBC 청룡 출신의 도루왕 이해창의 아들이기도 하다.

## 아마추어 시절
선린 상업 고등학교 졸업 후 삼성에 지명되었으나 건국 대학교 진학을 선택했고, 대학 졸업 후에는 LG 트윈스에 지명되었으나 미국 진출을 한다는 이유로 LG 입단을 거부하고 상무 야구단에 입대했다.

## 삼성 라이온즈시절
제대 후 2003년 삼성에 신고 선수로 입단했다가 정식 선수가 되어 10월 2일 내야수 이승엽이 56호 홈런을 기록한 경기에 처음이자 마지막으로 1군 등판을 하여 1.2이닝 동안 3피안타, 1탈삼진, 1자책점을 기록하였으며, 그해 은퇴했다.

## 이후
은퇴 뒤에는 방황하다가 대만 프로 야구로 진출하였는데 대만에서도 성적 부진으로 결국 중국 프로 야구로 진출해 베이징 야구단에 입단했다는 기사가 있으며, 이후 행적은 알 수 없다.

## 출신 학교
- 선린상업고등학교
- 건국대학교

## 통산 기록
| 연도 | 팀명  | 평균자책점 | 경기 | 완투 | 완봉 | 승리 | 패배 | 세이브 | 홀드 | 승률 | 타자수 | 이닝 | 피안타 | 홈런 | 볼넷 | 사구 | 삼진 | 실점 | 자책점 |
| ---- | ----- | ---------- | ---- | ---- | ---- | ---- | ---- | ------ | ---- | ---- | ------ | ---- | ------ | ---- | ---- | ---- | ---- | ---- | ------ |
| 2003 | 삼성  | 5.40       | 1    | 0    | 0    | 0    | 0    | 0      | 0    | -    | 7      | 1.2  | 3      | 0    | 0    | 0    | 1    | 1    | 1      |
| 통산 | 1시즌 | 5.40       | 1    | 0    | 0    | 0    | 0    | 0      | 0    | -    | 7      | 1.2  | 3      | 0    | 0    | 0    | 1    | 1    | 1      |